# La città della gioia (romanzo)
La città della gioia (titolo francese La Cité de la joie, 1985) è un romanzo dello scrittore Dominique Lapierre. Da questo libro è stato tratto l'omonimo film. 

## Trama
Ambientata negli anni settanta, l'opera narra tre storie di personaggi che, per motivi diversi, andranno a vivere nella più grande baraccopoli di Calcutta, denominata La città della gioia. Questi tre personaggi arriveranno a condividere esperienze molto provanti e dolorose: la povertà estrema, la morte prematura di un giovane malato di tubercolosi, la mafia dello slum che rende la vita dei poveri ancora più misera. Ma in tutte queste esperienze i protagonisti, in particolar modo quelli occidentali, giungeranno a riconoscere in ciascun abitante dello slum una dignità e una forza nel superare le avversità, da far capire loro a pieno il perché del nome La città della gioia.
Il primo protagonista del libro è Hasari Pal, un contadino dell'India che, a seguito della devastazione del proprio raccolto causato da un disastro naturale, è costretto ad emigrare nella megalopoli con la propria famiglia, in cerca di un nuovo lavoro. Tra mille peripezie riuscirà a diventare un "uomo cavallo", ossia un guidatore di risciò.
Il secondo protagonista del romanzo è Paul Lambert, un missionario francese che ha deciso di vivere la sua vocazione tra i più poveri dei poveri. Dopo mille difficoltà causate dall'estenuante burocrazia indiana, riuscirà a coronare il suo sogno. I primi giorni nella bidonville non saranno di sicuro facili (imparare a lavarsi dalla testa ai piedi con pochissima acqua, il cibo scarso...), ma con il passare del tempo il religioso riuscirà a farsi accettare dalla comunità e ad essere d'aiuto nei problemi quotidiani della stessa. Tra questi, Paul capisce che uno dei problemi maggiori che assilla la comunità è la totale mancanza di assistenza medica. Per questo motivo decide di pubblicare un annuncio per reclutare giovani medici decisi ad avviare una struttura al fine di fornire assistenza medica agli indigenti.
A questo annuncio risponde il terzo personaggio del romanzo: Max Loeb. Un giovane medico statunitense, figlio di un noto cardiologo di Miami, che, alla ricerca di nuovi stimoli, decide di spendere un anno della sua vita in questo progetto.

## L'ispirazione dell'autore
Tutto il romanzo è tratto da un'esperienza che ha vissuto lo stesso autore nella medesima bidonville di Calcutta. In particolare, Lapierre è rimasto colpito dalle figure dei missionari François Laborde e Gaston Dayanand nonché da come gli abitanti dello slum, pur non avendo nulla, ringraziassero Dio per quel poco che avevano e mostrassero una serenità notevole.
Nella prefazione del romanzo, Dominque Lapierre dichiara di aver cambiato il nome dei personaggi e la professione, ma che in sostanza i fatti narrati corrispondono alla realtà.

## La traduzione italiana
L'opera fu pubblicata in Italia dalla Arnoldo Mondadori Editore per la prima volta nel 1985, nella traduzione di Elina Klersy Imberciadori. Sono comparse numerose ristampe anche in versione economica.

## Influenza culturale
Le numerose copie del libro vendute hanno portato a far conoscere in tutto il mondo la realtà di disagio della megalopoli indiana. Questo portò alla creazione, da parte dei coniugi Lapierre, di una fondazione volta a sostenere progetti di sviluppo a Calcutta e nelle zone del delta del Gange. Metà dei ricavi della pubblicazione del libro sono stati devoluti per questa missione.

## Edizioni
- Dominique Lapierre, La città della gioia, Milano, Arnoldo Mondadori Editore, 1985, OCLC 827704364.